# Раду VI Бадика
Раду VI Бадика (на румънски: Radu Bădica) е княз на Влашко (1523 – 1524).

## Живот
Незаконороден син е на Раду IV Велики и жена с неизяснено име, за която се смята, че е сестра на Няга де Хотарани (майката на Нягое I Басараб). Следователно по майчина линия е братовчед на Нягое I Басараб.
При управлението на Нягое Бесараб и сина му Теодосий I Раду заема придворна длъжност в княжеския двор от юни 1517 до септември 1520 г. През есента на 1521 участва в болярския заговор, довел до екзекуцията на Влад VI Драгомир. Болярският кръг около рода Крайовеску издига кандидатурата на Раду за трона като по този начин целят да неутрализират Владислав III.
Раду действително се качва на трона, но съвсем за кратко – от ноември 1523 до януари 1524 г. Султан Сюлейман I нарежда да бъде екзекутиран и на 19 януари 1524 Раду е обезглавен. Тялото му е погребано в манастира Дялу при Търговище от неговия наследник Раду V Афумати, с което от друга страна се потвърждава и факта, че двамата са роднини по линия на рода на Басараб-Дракулещи.